# Tongkun Group
Tongkun Group Company Limited («Тункунь Груп») — китайская нефтехимическая компания, один из крупнейших производителей химических волокон в мире. Штаб-квартира расположена в уезде Тунсян города Цзясин (провинция Чжэцзян). 

## История
В 1982 году был основан Тунсянский завод химических волокон. В мае 2011 года Tongkun Group вышла на фондовую биржу. В 2018 году дочерняя компания Jiaxing Petrochemical запустила свой нефтехимический завод в портовой зоне уезда Пинху.

## Деятельность
Предприятия Tongkun Group расположены в Тунсяне, Пинху и Чансине. Основными рынками сбыта для нитей и пряжи являются материковый Китай (96,8 %), Южная Корея, Вьетнам, Индия, Турция, Египет, а также страны Южной Америки, Европы и Южной Африки.

## Дочерние компании
- Jiaxing Petrochemical
- Zhejiang Hengsheng Chemical Fiber
- Zhejiang Hengtong Chemical Fibre
- Zhejiang Hengteng Differential Fiber
- Tongxiang Zhongzhou Chemical Fibre
- Tongxiang Hengji Differential Fiber
- Tongxiang Hengyuan Chemical
- Tongxiang Henglong Chemical
- Tongxiang Hengchang Paper & Plastic
- Tongxiang Hengyi Paper & Plastic
- Shanghai Yibiao International Trade
- Henglong International Trade

## Акционеры
Крупнейшими акционерами Tongkun Group являются Zhejiang Tongkun Holding Group Co. (20,3 %), Shenglong Investment (9,85 %), GF Fund Management (7,58 %), Чэнь Шилян (4,66 %), Bank of Communications (2,2 %) и China Investment Corporation (1,06 %). 